# Story of a Girl (Film)
Story of a Girl ist ein Jugenddrama von Kyra Sedgwick, das am 22. Juni 2017 beim Edinburgh International Film Festival seine Premiere feierte und am 23. Juli 2017 als Fernsehfilm bei Lifetime gezeigt werden wird. Der Film basiert auf dem gleichnamigen Roman von Sara Zarr. 

## Handlung
Die 13-jährige Deanna Lambert hatte Fummelsex mit Tommy, dem besten Freund ihres älteren Bruders. Als ein Video, das die beiden beim Sex zeigt, ins Internet gelangt, scheint ihr unbeschwertes Leben für immer zu enden.  
Als Deanna 16 ist, hat sie noch immer mit den Folgen zu kämpfen, die die Veröffentlichung des Videos mit sich brachten. In der Schule gilt sie als Schlampe und wird von ihren Klassenkameraden noch immer wegen der Geschehnisse vor drei Jahren verspottet. Auch zu Hause ist es für Deanna nicht leicht, denn auch ihr Vater ist noch immer wütend wegen des Vorfalls und von Deanna enttäuscht. Er ist unfähig, seiner Tochter in die Augen zu sehen. 
Deanna will nicht von einem Fehler, den sie vor so vielen Jahren gemacht hat, ihr ganzes Leben bestimmen lassen, und nimmt dieses selbst in die Hand. Im Sommer beginnt sie einen Job in einem Restaurant, wird jedoch schnell wieder an ihre Vergangenheit erinnert, da auch Tommy hier arbeitet. Er zeigt sich allerdings reumütig wegen des Videos.

## Produktion

### Literarische Vorlage und Stab
Der Film basiert auf dem 2007 von Sara Zarr veröffentlichten Roman Story of a Girl.
Regie führte Kyra Sedgwick, die für frühere Arbeiten mit einem Golden Globe und einem Emmy ausgezeichnet wurde. Es handelt sich um ihr Spielfilmdebüt als Regisseurin. Sie produzierte den Film gemeinsam mit Kikkosview. Zarrs Roman wurde von Laurie Collyer und Emily Bickford Lansbury für den Film adaptiert, die ebenfalls als Produzenten des Films fungierten. Weitere Produzenten waren Liz Levine und Adrian Salpeter von Random Bench (Toad Road).
Sedgwick hatte das Buch bereits im Jahr seiner Veröffentlichung gelesen, das sich zwar auf der Shortlist für den National Book Award befand, jedoch keine große Aufmerksamkeit auf sich zog. Da Sedgwick die Geschichte, die zuerst von der 13-jährigen Deanna, dann von der jungen Frau erzählt, jedoch wunderschön fand, wollte sie von Anfang an das Buch verfilmen. Sedgwick sagte: „Ich denke, es ist so eine ergreifende, wichtige und universelle Geschichte.“

### Besetzung und Dreharbeiten
Die Hauptrolle von Deanna im Alter von 16 Jahren wurde mit Ryann Shane besetzt. Als 13-Jährige wird sie von Bailey Skodje gespielt. Tyler Johnston übernahm die Rolle von Tommy. Die Rolle von Deannas Boss Michael wurde mit Kevin Bacon besetzt, der mit Regisseurin Kyra Sedgwick verheiratet ist. Jon Tenney spielt Ray. 
Die Dreharbeiten fanden ab September 2016 in Vancouver und in British Columbia statt und wurden am 11. Oktober 2016 beendet.

### Veröffentlichung
Der Film feierte am 22. Juni 2017 im Rahmen des Edinburgh International Film Festivals seine Premiere. Am 23. Juli 2017 wird Story of a Girl erstmals als Fernsehfilm bei Lifetime gezeigt.

## Auszeichnungen
Edinburgh International Film Festival 2017
- Nominierung für den Publikumspreis (Kyra Sedgwick)
- Nominierung als Bester internationaler Spielfilm (Kyra Sedgwick)[9]